# Martin Laurello
Joe Martin Laurello, o Homem Coruja, nasceu em Nuremberga (Alemanha) em 1886. Era um performer sideshow que poderia virar a cabeça um total de 180 graus, sendo fotografado pela revista norte-americana Life em 1940.
Após mudar-se para os EUA em 1921, apresentava-se em shows de TV como Barnum & Bailey’s, Ringling Bros e Ripley’s Believe it or Not (Acredite se Quiser!, no Brasil). Sua última aparição foi gravada no show "You Asked For It" em 24 de março de 1952.
Martin Laurello morreu em 1955 vítima de um ataque do coração e foi cremado.